# 小笠原浩
小笠原 浩（おがさわら ひろし、1955年9月19日 - ）は、愛媛県出身の工学者、実業家である。安川電機代表取締役社長を経て、同社代表取締役会長、一般社団法人日本ロボット工業会会長、JR九州取締役を務める。

## 人物
小笠原浩は、1955年9月19日生まれ。愛媛県松山市出身。愛媛県立松山南高等学校を経て、1979年3月に九州工業大学情報工学科を卒業後、安川電機に入社。2006年6月取締役。2012年6月常務執行役員。2013年6月取締役常務執行役員。2014年9月取締役常務執行役員ICT戦略担当技術開発本部長兼技術開発本部ロボティクスヒューマンアシスト事業推進室長。2015年3月から取締役専務執行役員を務め、2016年3月同社代表取締役社長に就任。同時に、人づくり推進担当、技術開発本部長、人材多様性推進室長も務めた。2023年3月代表取締役会長。同年6月JR九州取締役。この間、日本ロボット工業会副会長兼務を経て、2020年日本ロボット工業会会長兼務。九州工業大学経営協議会委員等も務めた。